# Georgi Tscherkelow

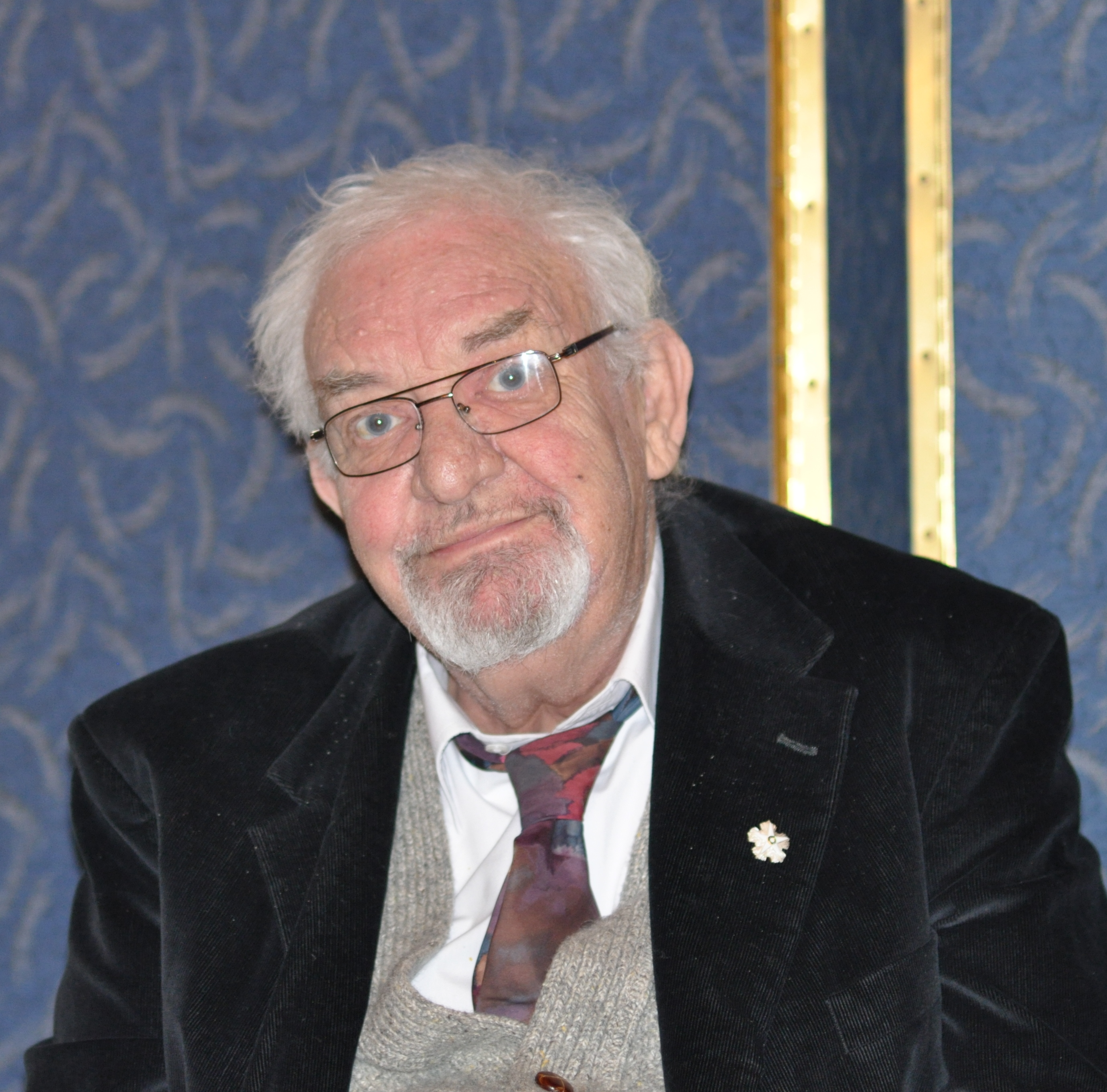
Georgi Tscherkelow, 2011

Georgi Tscherkelow (bulgarisch Георги Черкелов; * 25. Juni 1930 in Chaskowo; † 19. Februar 2012 in Sofia) war ein bulgarischer Schauspieler.

## Leben
Zunächst studierte Tscherkelow drei Jahre Rechtswissenschaften an der Universität Sofia. Er wechselte dann an die Theaterhochschule Sofia, die er 1956 abschloss. Tscherkelow war sowohl als Theater- und Filmschauspieler tätig. Seine Bühnenkarriere begann er am Theater Wraza, später war er am Nationaltheater Sofia tätig. Von 1985 bis 1990 arbeitete er am Theater Plewen. Er spielte häufig in Shakespeare-Stücken. Bekannt wurde er durch eine Vielzahl von Filmrollen.
Tscherkelow wurde mit dem Dimitrow-Preis ausgezeichnet.

## Filmografie
- Posledniyat rund, 1961
- Na tihiya bryag, 1963 (deutsch: Stille Ufer, 1963)
- Smart nyama, 1963
- Priklyuchenie v polunosht, 1964 (deutsch: Abenteuer um Mitternacht, 1964)
- Neveroyatna istoriya, 1964
- Do grada e blizo, 1965
- Valchitsata, 1965 (deutsch: Die Wölfin, 1965)
- Tsar i general, 1966 (deutsch: Der Zar und der General, 1966)
- Semeystvo Kalinkovi, Fernsehserie, ab 1966
- Dzhesi Dzeyms sreshtu Lokum Shekerov, 1966
- Malchalivite pateki, 1967
- S dakh na bademi, 1967
- Galileo, 1968
- Byalata staya, 1968
- Opasen polet, 1968 (deutsch: Gefährlicher Flug, 1968)
- Mazhe v komandirovka, 1969 (deutsch: Männer auf Dienstreise, 1969)
- Gospodin Nikoy, 1969 (deutsch: Herr Niemand, 1970)
- Na vseki kilometar, 13-teilige Fernsehserie, ab 1969 (deutsch: An jedem Kilometer, ab 1970)
- Knyazat, 1970 (deutsch: Der Fürst, 1970)
- Demonat na imperiyata, Fernsehserie, ab 1971
- Stranen dvuboy, 1971 (deutsch: Ein seltsamer Zweikampf, 1973)
- Na vseki kilometar - II, 13-teilige Fernsehserie, ab 1971
- Gola savest, 1971
- Ochakvane, 1973 (deutsch: Erwartung, 1974)
- Ivan Kondarev, 1974 (deutsch: Ivan Kondarev, 1975)
- Sarewo nad Drawa, 1974 (deutsch: Feuerschein über der Drawa, 1974)
- Trudna lyubov, 1974 (deutsch: Schwierige Liebe, 1976)
- Na zhivot i smart, Fernsehfilm, 1974
- Svatbite na Yoan Asen, 1975 (deutsch: Zarenhochzeit in Tarnowo, 1975)
- Prisustvie, 1975 (deutsch: Rückkehr eines Unbequemen, 1977)
- Izgori, za da svetish, Fernsehserie, ab 1976
- Dopalnenie kam zakona za zashtita na darzhavata, 1976 (deutsch: Attentat in der Kathedrale, 1977)
- Chetvartoto izmerenie, Fernsehserie, ab 1977
- Yuliya Vrevskaya, 1978 (deutsch: Zwischen Zarenhof und Schlachtfeld, 1978)
- Rali, Fernsehfilm, 1978
- Toplo, 1978 (deutsch: Heiß, heißer ..., 1979)
- Chereshova gradina, 1979 (deutsch: Kirschgarten, 1980)
- 681 - Velichieto na hana, 1981
- Khan Asparuh, 1981 (deutsch: Khan Asparuch, 1. Teil: Die byzantinische Geisel)
- Die priwalov'schen Millionen, sechsteilige Fernsehserie, ab 1983
- Nay-tezhkiyat gryah, 1982
- Spirka 'Berlin, 1982 (als Drehbuchautor, Regisseur)
- Konstantin Filosof, 1983
- Bronzoviyat klyuch, 1984
- Vkus na biser, 1984
- Sadiyata, 1986 (deutsch: Der Richter, 1988)
- Pod igoto, Fernsehserie, ab 1990
- Tarkalyashti se kamani, 1995 (deutsch: Donnergrollen, 1995)
- Zakasnjalo palnolunie, 1996 (deutsch: Später Vollmond, 1996)
- Stakleni topcheta, 1999
- Vercingétorix, 2001 (deutsch: Vercingétorix - Kampf gegen Rom, 2001)
- Obarnata elha, 2006
- Apostol Karamitev, 2009